# Campeonato GB4
El Campeonato GB4 es una categoría de monoplaza con sede en el Reino Unido. El campeonato está gestionado por MotorSport Vision con el apoyo del BRDC y está dirigido a conductores jóvenes que se gradúan en karting o en deportes de motor a nivel de clubes, como la Fórmula Ford. El campeonato se anunció en septiembre de 2021 y la primera temporada comenzó en Snetterton en abril de 2022.

## Historia
El campeonato se lanzó en septiembre de 2021 y está diseñado para ser una alternativa de bajo costo a los campeonatos de Fórmula 4. Un total de 12 equipos han declarado sus intenciones de competir en la primera temporada.
El monoplaza Tatuus F4-T014 será utilizado por todos los competidores y operado por los equipos o los propios competidores. Todos los coches estarán propulsados por motores Abarth y utilizarán neumáticos Pirelli.
La primera ronda de la temporada inaugural tuvo lugar en el circuito de Snetterton el 2 de abril de 2022, y el primer ganador fue Nikolas Taylor, piloto de Fortec Motorsports.

## Monoplaza
El Campeonato GB4 utiliza el coche Tatuus F4-T014 utilizado anteriormente por los campeonatos italiano, ADAC, español y otros campeonatos de F4 en toda Europa.
El motor es un Autotecnica Motori 1.4L FTJ I4 turboalimentado de la marca Abarth y produce 160 hp. Cuenta con una caja de cambios secuencial de seis velocidades desarrollada por Sadev y Magneti Marelli electronics.

## Sistemas de Puntos
Los puntos se otorgan a los 20 primeros clasificados en las carreras uno y dos, y la tercera carrera otorga puntos solo a los 15 primeros. La carrera tres, que tiene su parrilla formada invirtiendo el orden de clasificación, otorga puntos extra por las posiciones ganadas por los pilotos. ' respectivas posiciones iniciales.
| Carrera       | Posición, puntos por carrera | Posición, puntos por carrera | Posición, puntos por carrera | Posición, puntos por carrera | Posición, puntos por carrera | Posición, puntos por carrera | Posición, puntos por carrera | Posición, puntos por carrera | Posición, puntos por carrera | Posición, puntos por carrera | Posición, puntos por carrera | Posición, puntos por carrera | Posición, puntos por carrera | Posición, puntos por carrera | Posición, puntos por carrera | Posición, puntos por carrera | Posición, puntos por carrera | Posición, puntos por carrera | Posición, puntos por carrera | Posición, puntos por carrera |
| Carrera       | 1                            | 2                            | 3                            | 4                            | 5                            | 6                            | 7                            | 8                            | 9                            | 10                           | 11                           | 12                           | 13                           | 14                           | 15                           | 16                           | 17                           | 18                           | 19                           | 20                           |
| ------------- | ---------------------------- | ---------------------------- | ---------------------------- | ---------------------------- | ---------------------------- | ---------------------------- | ---------------------------- | ---------------------------- | ---------------------------- | ---------------------------- | ---------------------------- | ---------------------------- | ---------------------------- | ---------------------------- | ---------------------------- | ---------------------------- | ---------------------------- | ---------------------------- | ---------------------------- | ---------------------------- |
| Carrera 1 & 2 | 35                           | 29                           | 24                           | 21                           | 19                           | 17                           | 15                           | 13                           | 12                           | 11                           | 10                           | 9                            | 8                            | 7                            | 6                            | 5                            | 4                            | 3                            | 2                            | 1                            |
| Carrera 2     | 20                           | 17                           | 15                           | 13                           | 11                           | 10                           | 9                            | 8                            | 7                            | 6                            | 5                            | 4                            | 3                            | 2                            | 1                            |                              |                              |                              |                              |                              |

## Campeones
| Año  | Piloto campeón | Equipo campeón     |
| ---- | -------------- | ------------------ |
| 2022 | Nikolas Taylor | Kevin Mills Racing |
| 2023 | Tom Mills      | KMR Sport          |
| 2024 | Linus Granfors | KMR Sport          |

## Circuitos
Circuitos presentes en el calendario de 2023:
- Oulton Park
- Circuito de Silverstone
- Donington Park
- Circuito de Snetterton
- Brands Hatch